# Sven Heurlin
Sven Heurlin, född 17 februari 1796 i Västra Torsås församling, Kronobergs län, död 20 oktober 1873 i Virestads församling, Kronobergs län, var en svensk riksdagsman.
Heurlin tjänade dräng från femtonårsåldern, bland annat hos klockaren Jonas Ljungdahl i Virestad, som senare blev hans svärfar. Han blev hemmansägare i Bråthult i Virestad 1820 och hemmansägare i Kylhult i Traryds socken 1859. Heurlin var nämndeman i Allbo häradsrätt 1822–1836, god man vid laga skifte 1827, ledamot av bondeståndet 1834–1835, 1840–1841, 1844–1845, 1847–1848 och 1859–1860 samt riksbanksfullmäktig 1840–1848.